# Gran Turismo (álbum)
Gran Turismo es el cuarto álbum de estudio de la banda de rock sueca The Cardigans, publicado a nivel internacional el 1 de octubre de 1998. El álbum vendió más de 3 millones de copias en todo el mundo. Contrario al estilo de los anteriores trabajos discográficos de la banda, Gran Turismo presenta un sonido más oscuro y electrónico que sus antecesores.

## Lista de canciones
1. "Paralyzed" (Nina Persson, Peter Svensson) – 4:54
2. "Erase/Rewind" (Persson, Svensson) – 3:35
3. "Explode" (Persson, Svensson) – 4:04
4. "Starter" (Persson, Svensson) – 3:49
5. "Hanging Around'" (Persson, Svensson) – 3:40
6. "Higher" (Persson, Svensson) – 4:32
7. "Marvel Hill" (Persson, Magnus Sveningsson, Svensson) – 4:16
8. "My Favourite Game" (Persson, Svensson) – 3:36
9. "Do You Believe" (Persson, Svensson) – 3:19
10. "Junk of The Hearts" (Persson, Sveningsson, Svensson) – 4:07
11. "Nil" (Lars-Olof Johansson) – 2:18

## Créditos
- Peter Svensson - guitarra, voz
- Magnus Sveningsson -  bajo, voz
- Bengt Lagerberg - batería
- Lars-Olof Johansson - teclados
- Nina Persson - voz

## Sencillos
- My Favourite Game (10 de octubre de 1998, #14 Reino Unido)
- Erase/Rewind (28 de febrero de 1999, #7 Reino Unido)
- Hanging Around (17 de julio de 1999, #17 Reino Unido)